# Lijst van Vlaamse ministers van Buitenlands Beleid
Dit is een lijst van ministers van Buitenlands Beleid in de Vlaamse regering.

## Lijst
| Nr.                                      | Minister | Minister                        | Partij | Partij | Begin             | Einde             | Regering(en)                  | Bevoegdheid                                                         |
| ---------------------------------------- | -------- | ------------------------------- | ------ | ------ | ----------------- | ----------------- | ----------------------------- | ------------------------------------------------------------------- |
| 1                                        |          | Paul Deprez (1937)              |        | CVP    | 10 december 1985  | 3 februari 1988   | Geens II                      | Externe Betrekkingen                                                |
| vacant (3 februari 1988-21 januari 1992) |          |                                 |        |        |                   |                   |                               |                                                                     |
| 2                                        |          | Luc Van den Brande (1945)       |        | CVP    | 21 januari 1992   | 13 juli 1999      | Van den Brande I, II, III, IV | Buitenlandse Betrekkingen/ Externe Betrekkingen/ Buitenlandse Zaken |
| 3                                        |          | Patrick Dewael (1955)           |        | VLD    | 13 juli 1999      | 31 juli 2001      | Dewael                        | Buitenlands Beleid                                                  |
| 4                                        |          | Paul Van Grembergen (1937-2016) |        | VU     | 1 augustus 2001   | 3 juli 2002       | Dewael                        | Buitenlands Beleid                                                  |
| 5                                        |          | Jaak Gabriëls (1943-2024)       |        | VLD    | 3 juli 2002       | 5 juni 2003       | Dewael                        | Buitenlands Beleid                                                  |
| 6                                        |          | Patricia Ceysens (1965)         |        | VLD    | 5 juni 2003       | 20 juli 2004      | Somers                        | Buitenlands Beleid                                                  |
| 7                                        |          | Geert Bourgeois (1951)          |        | N-VA   | 20 juli 2004      | 22 september 2008 | Leterme, Peeters I            | Buitenlands Beleid                                                  |
| 8                                        |          | Kris Peeters (1962)             |        | CD&V   | 22 september 2008 | 25 juli 2014      | Peeters I, II                 | Buitenlands Beleid                                                  |
| (7)                                      |          | Geert Bourgeois (1951)          |        | N-VA   | 25 juli 2014      | 2 juli 2019       | Bourgeois                     | Buitenlands Beleid                                                  |
| 9                                        |          | Ben Weyts (1970)                |        | N-VA   | 2 juli 2019       | 2 oktober 2019    | Homans                        | Buitenlands Beleid                                                  |
| 10                                       |          | Jan Jambon (1960)               |        | N-VA   | 2 oktober 2019    | 30 september 2024 | Jambon                        | Buitenlandse Zaken                                                  |
| 11                                       |          | Matthias Diependaele (1979)     |        | N-VA   | 30 september 2024 | heden             | Diependaele                   | Buitenlandse Zaken                                                  |